# 光刻机

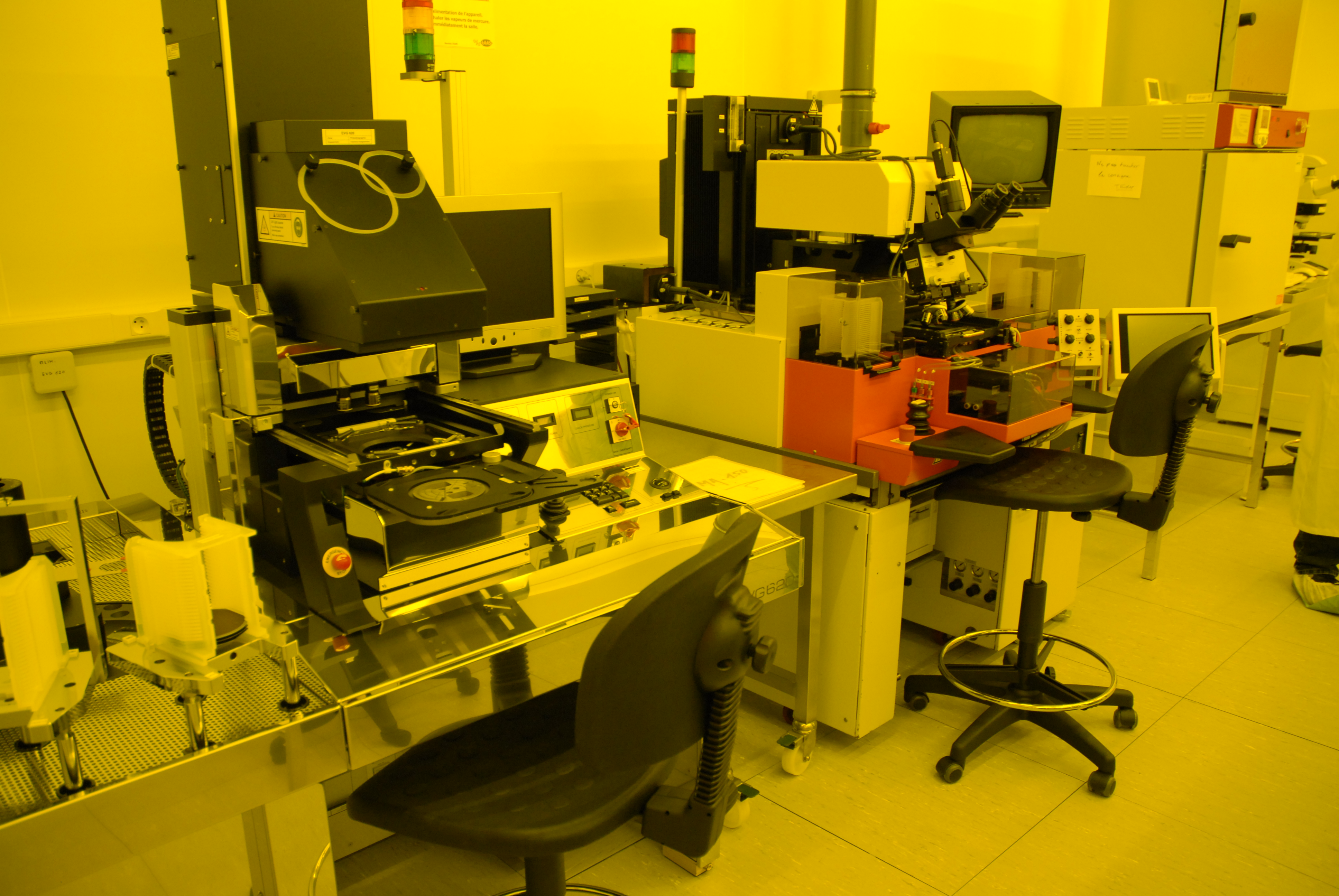
法国研究所暗室中的小型曝光機　左:EVG-620 右:MA-150

，是積體電路製造的关键設備。從發展歷史來看一共五種機型，分别為接觸式（contact）、接近式（proximity）、步進式（stepper）、掃描式（scanner）、重複式（repeat）。截至2023年，12吋以上的晶圓大多使用掃描式對準機來做曝光，其晶圓產能也是五種機型內最佳的。

## 概要
在晶圓微影製程技術中，會將塗好光阻的晶圓藉由機械手臂傳送到曝光機中先進行對準而後曝光。隨著科技的進步，早期接觸式和接近式的對準機以1:1的方式將電路圖案曝光在晶圓上，但這種作法導致晶圓每次能曝光的圖案有限，2000年以後出現了能將電路圖案以4:1縮小投影在晶圓上的掃描式對準機，於是晶圓的產能得到4倍以上的生產速度，同時也宣布超大晶圓時代（ULSI）的來臨。

## 主要厂商
曝光機是生产大规模集成电路的核心設備，因此曝光機价格昂贵，除了機型外價格還取決於適用的曝光光源波段，DUV製程曝光機落在5千萬至1億美元之間，而近幾年異軍突起成為主流的ASML EUV Twinscan光刻機造價更是落在3億美元以上。
- ASML
- 尼康
- 佳能
- SUSS（英语：SUSS MicroTec）
- ABM Industries（英语：ABM Industries）